# 渡辺慎一郎
渡辺 慎一郎（わたなべ しんいちろう、1974年2月10日 - ）は、日本の俳優。ワイケーエージェント所属。演劇ユニット「FunnyFarm」主宰。

## 出演

### 映画
- 溺れる魚（2001年、東映） - クスリの売人
- EGG（2002年、スローラーナー） - 慎
- 阿修羅のごとく（2003年、東宝）
- 風雲児 長者番付に挑んだ男（2006年、エイ・エム・シー）
- スーパーカブ2 激闘篇（2008年、ジョリー・ロジャー）
- ピョコタン・プロファイル（2008年、ムービーアイ） - 旅野恥男
- 20世紀少年－最終章（2009年、東宝） - キリコ助手役
- 天空の蜂（2015年、松竹） - 反対闘争リーダー
- 真田十勇士（2016年、松竹）- 大野治房
- 七つの会議（2019年、東宝）
- アイドルスナイパー THE MOVIE（2020年10月3日、K-Network Family） - けん玉スナイパー 役[1]
- 新米記者トロッ子 私がやらねば誰がやる!（2024年8月9日、東映ビデオ / SPOTTED PRODUCTIONS） - 新聞社の面接官 役[2]

### テレビドラマ
- 大河ドラマ（NHK）
  - 徳川慶喜（1998年）
  - 葵 徳川三代（2000年）
  - 北条時宗（2001年）
  - 利家とまつ〜加賀百万石物語〜（2002年）
  - 武蔵 MUSASHI（2003年）
  - 新選組!（2004年）
  - 功名が辻（2006年）
  - 風林火山（2007年） - 坂木磯八
  - 篤姫（2008年） - 鵜飼幸吉
  - 天地人（2009年）
  - 江〜姫たちの戦国〜（2011年）
  - 軍師官兵衛（2014年） - 野村太郎兵衛
  - 青天を衝け（2021年)
- 新・俺たちの旅 Ver.1999（1999年、日本テレビ） - 室井
- ブラック・ジャックII（2000年、TBS）
- ハンドク!!!（2001年、TBS）
- TRICK2（2002年、テレビ朝日）
- 連続テレビ小説（NHK）
  - さくら（2002年）
- 下北サンデーズ（2006年、テレビ朝日）
- あの日、僕らの命はトイレットペーパーよりも軽かった〜カウラ捕虜収容所からの大脱走〜（2008年、日本テレビ）
- 新選組血風録（2011年、NHK BSプレミアム）
- 薄桜記（2012年、NHK）
- 天の方舟（2012年、WOWOW）
- SPEC〜零〜（2013年、TBS） - 齋藤祐佳雄
- 水曜ミステリー9 弁護士 水木邦夫 残り火（2014年、テレビ東京）
- フラガールと犬のチョコ（2015年、テレビ東京）
- 吉原裏同心〜新春吉原の大火〜（2016年、NHK）
- ヒガンバナ〜警視庁捜査七課〜（2016年、日本テレビ）
- 99.9-刑事専門弁護士-（2016年、TBS） - 由利篤朗
- 犯罪科学分析室 電子の標的3（2017年、テレビ東京）
- A LIFE〜愛しき人〜（2017年、TBS） - 救命医
- ハケン占い師アタル（2019年、テレビ朝日）- 目黒の運転手
- 24 JAPAN #23（2021年3月19日、テレビ朝日） - 医師 役
- アバランチ（2021年、カンテレ・フジテレビ系）
- らせんの迷宮〜DNA科学捜査〜 第4話（2021年11月5日、テレビ東京）
- 逃亡医F 第3話（2022年1月29日、日本テレビ）- 結婚式場のボーイ 役
- DCU 〜手錠を持ったダイバー〜 第7話・最終話（2022年3月6日・3月20日、TBS）- 医師 役
- 特捜9 Season5 第7話（2022年5月18日、テレビ朝日）- 映画ライター 役
- オトナの土ドラ
  - ミラー・ツインズ（2019年、東海テレビ×WOWOW） - 捜査員
  - 悪魔の弁護人・御子柴礼司 〜贖罪の奏鳴曲〜（2019年、東海テレビ） - 津田伸吾
  - 隕石家族（2020年、東海テレビ） - 銀行の職員
- VIVANT 第1話（2023年7月16日、TBS）- ダーギル 役
- 君が獣になる前に 第3話・第6話（2024年4月20日・5月11日、テレビ東京）[3]
- GO HOME〜警視庁身元不明人相談室〜 第6話（2024年8月24日、日本テレビ） - 野沢道雄 役[4]
- オクトー 〜感情捜査官 心野朱梨〜 Season2 第9話（2024年11月28日、読売テレビ・日本テレビ系） - 鑑識官 役[5]
- プライベートバンカー 最終回（2025年3月6日、テレビ朝日） - 京明銀行・氏原 役[6]

### 特撮
- ウルトラマンコスモス 第26話（2002年、MBS） - ケンジ 役
- ライオン丸G 第8、9話（2006年、テレビ東京） - サナダ 役

### 舞台
- TSUTSUMI'S LINK
- ロストタイム・ロストマイセルフ（2001年、ウッディシアター中目黒）
- ISHIKARI（2002年、ウッディシアター中目黒）
- ラフカット「消息を経つ」（2003年、新宿スペースゼロ）
- TRASHMASTERMIND（2004年、タイニイアリス）
- 五月のマリ（2004年、明石スタジオ）
- 痛くなるまで目に入れろ（2004年、紀伊國屋ホール）
- 世間話（2005年）
- どツボ！（2005年、コパスティックカフェ）
- しにほへら（2006年、コパスティックカフェ）
- プロモーターズ！（2006年、スフィアメックス）
- 隔室（2006年、シアターΧ）
- Simplebird（2006年、コパスティックカフェ）
- SAKANA（2006年、笹塚ファクトリー）
- やっとお別れ（2006年、シアタートップス）
- 神少女（2006年、笹塚ファクトリー）
- ウェルカム・ホーム（2007年、ウッディシアター中目黒）
- elevator（2007年、シアターグリーン）
- 黄金の刻（2007年、日本武道館）
- SOHJI!（2008年、本多劇場）
- C.R.E.A.M（2008年、ウッディシアター中目黒）
- ひなかの金魚（2008年、笹塚ファクトリー）
- アメノキオク…（2008年、シアター711）
- ラブ・ダンディ（2009年、劇場MOMO）
- ダウン・バイ・ロウ（2009年、新宿シアターモリエール）
- 先輩かっけーっす！（2009年、コパスティックカフェ）
- アメノキオク… 劇場版（2009年、シアター711）
- 寺山修司という劇的なるものを超えて 迷宮 毛皮のマリーの居る風景からの。（2009年、劇団羊のしっぽ）
- SUMMERTIMEラプソディ（2009年、劇団コラソン）
- Rendez-Vous（2009年、pit 北/区域）
- オトコノコ・オンナノコ（2010年、プラスイズム）
- 北村メーカー（2010年、ギャラリー・ルデコ）
- SUMMERTIMEラプソディ 劇場版（2010年、シアター711）
- ここだけの話（2010年、銀座みゆき館劇場）
- 浪漫飛行（2010年、コパスティックカフェ）
- ICQ!（2010年）
- tropic!（2011年、紀伊國屋ホール）
- Bark in the Bar 〜バーで吠えろ〜 2（2011年、コパスティックカフェ）
- 首のない王妃 マリーアントワネットのその後（2011年、博品館劇場）
- コラソンマニア（2011年）
- 慣れの果て（2012年、赤坂レッドシアター）
- 終末は、星の煌めく車窓から（2012年、劇場MOMO）
- C.R.E.A.M!!（2012年、ウッディシアター中目黒）
- どろんパッ！（2012年）
- もしドラ（2012年）
- バリスタ物語 「3万円ゲーム」（2012年）
- 鳥居みゆき単独ライブ（2012年、草月ホール）
- 悼む人（2012年、PARCO劇場）
- バリスタ物語 「あの中指へし折ってやろうか」（2012年）
- あの日の夕陽は確かに笑った2（2013年、ユーキース・エンタテインメント）
- 東京奇人博覧会（2013年、新宿スペースゼロ）
- 特殊清掃 GO!GO!GO!（2013年、FunnyFarm）
- 真田十勇士（2014年、青山劇場）
- スリーカードモンテ（2014年、小劇場楽園）
- I LOVE LIFE（2014年、空飛ぶ猫☆魂）
- 私はスター（2014年、ジェットラグプロデュース）
- ちょいとビターな日曜日（2015年、LIVEDOG）
- かべぎわのカレンダリオ（2015年、バンタムクラスステージ）
- ゴールデン バード バラード（2015年、空飛ぶ猫☆魂）
- オレンジノート（2016年）
- 真田十勇士（2016年）
- 気まずいっ!～心が痛くなるスケッチ集～（2017年）
- 麗しのダンスマスター（2018年）
- 北区内田康夫ミステリー文学賞記念イベント「妖剣」（2019年）
- ドロコン!〜泥沼離婚〜（2024年）[7]

### CM
- アデランス
- パナソニック
- パソナアイ
- UGA
- JT マイルドセブン ウィンストン
- ロンヨンジャパン
- Yahoo! JAPAN
- TOYOTA G SPORTS
- ブッキングドットコム ファミリー篇（2015年）
- 太陽ホールディングス（2016年）
- NTT東日本 地域篇（2016年）
- ジェットスター・ジャパン（2016年）
- AUTOBACS「ギョーカイ人」篇（2018年）
- EPSONエコタンク搭載モデル「エコタンク方式な人、まだの人（ホーム）」篇（2018年）
- シマダヤ流水麺（2019年）
- ボードゲームカフェ　JELLY JELLY CAFE（2019年）

### DVD
- 鳥居みゆき単独公演 狂宴封鎖的世界「シャングリ・ラ」（2014年）

### PV
- 椎名へきる この世で一番大切なもの（1998年）
- MCU featuring TERU (GLAY) STILL LOVE（2009年）
- まねきケチャ あたしの残りぜんぶあげる（2018年）

### その他
- 痛快TV スカッとジャパン（フジテレビ、2020年）